# I Advance Masked
Albums par Robert Fripp
Let the Power Fall
(1981) Bewitched
(1984)
Albums par Andy Summers
Bewitched
(1984)
I Advance Masked est un album issu de la collaboration entre Robert Fripp, guitariste de King Crimson, et Andy Summers, guitariste des Police. Il est sorti en 1982.

## Titres
Toutes les compositions sont de Robert Fripp et Andy Summers.

### Face 1
1. I Advance Masked – 5:14
2. Under Bridges of Silence – 1:41
3. China – Yellow Leader – 7:09
4. In the Cloud Forest – 2:30
5. New Marimba – 3:38
6. Girl on a Swing – 2:03

### Face 2
1. Hardy Country – 3:00
2. The Truth of Skies – 2:07
3. Paiting and Dance – 3:24
4. Still Point – 3:08
5. Lakeland / Aquarelle – 1:43
6. Seven on Seven – 1:38
7. Stultified – 1:25

## Musiciens
- Robert Fripp : guitare électrique, synthétiseurs Moog et Roland, piano, guitare synthé Roland, basse Fender, percussions
- Andy Summers : guitare électrique, synthétiseurs Moog et Roland, piano, guitare synthé Roland, basse Fender, percussions